# 舊葉梅季夫卡
46°44′9″N 30°35′48″E / 46.73583°N 30.59667°E
舊埃梅蒂夫卡（烏克蘭語：Стара Еметівка）是位於烏克蘭西南部的村莊，由敖德萨州敖德萨区的烏薩托韋市鎮負責管轄。該村始建於1850年，面積0.58平方公里，海拔高度8米，2001年人口59，人口密度每平方公里101.72人。